# Froot (singolo)
| Recensione      | Giudizio       |
| --------------- | -------------- |
| MTV             | Molto positivo |
| AXS             | Positivo       |
| Refinery29      | Positivo       |
| Spetteguless    | Molto positivo |
| DIY             | Molto positivo |
| Billboard       |                |
| MusicScene      |                |
| KLX/KarmaloopTV | Positivo       |

Froot è un singolo della cantautrice britannica Marina and the Diamonds pubblicato il 10 ottobre 2014 dall'etichetta discografica Atlantic Records, primo estratto dall'album omonimo.

## Il disco
Il singolo viene pubblicato sul mercato digitale il 10 ottobre 2014, giorno del compleanno della cantante e, a detta della cantante stessa, sarà una canzone che si allontanerà dal pop (che ha prevalso nell'album Electra Heart) e dall'indie pop e indie rock presenti maggiormente nell'album di debutto, The Family Jewels.
Il 31 agosto viene pubblicato un piccolo snippet della canzone, che recita il seguente testo: Living la Dolce Vita, I'm in love; il 3 ottobre invece Marina pubblica una foto sul suo account Twitter in cui invita i suoi fans ad ascoltare la canzone durante la sua festa di compleanno.
Il testo della canzone viene interamente scritto dalla Diamandis, che ha curato la produzione del singolo insieme al dj David Kosten. La realizzazione delle animazioni del video, che riceve in pochissimi minuti ottimi consensi dal pubblico, è invece opera di Bill Richards.
Froot diventa inoltre la settima migliore tendenza su Twitter in Brasile, Regno Unito e Stati Uniti. La stessa cosa accadde per Primadonna. Come inoltre spiegato dalla cantante, si tratta del brano più «strano e lungo» che abbia mai scritto.
Froot viene pubblicato su iTunes l'11 novembre 2014, insieme al pre-order dell'omonimo album. Ottiene buoni posizionamenti nelle prime ora dalla pubblicazione: top 30 negli Stati Uniti e nel Regno Unito, top 15 in Irlanda, Svezia e Finlandia. È inoltre il primo singolo ad entrare nella classifica italiana dei singoli iTunes, posizionandosi alla 63ª posizione.
La canzone viene inoltre utilizzata per lo spot natalizio della BBC Two.

## Video
Il video di Froot è stato girato il 25 ottobre 2014 all'Eltham Palace di Londra, diretto da Chino Moya e J. Scott, e viene pubblicato sul web l'11 novembre. Della durata di 4.12 minuti (vengono eliminate le interlude, la m8 e le ultime frasi), la clip mostra frequentemente primi piani di una splendida Marina, che in un primo momento si trova in una stanza arredata insieme ad un uomo, il cui volto non viene mai mostrato chiaramente del tutto, per poi passare ad una coreografia, dove è accompagnata da due donne. Successivamente si vede la cantante, vestita di rosa, (dopo i continui primi piani) al fianco di una statua di stile classico e verso la fine del video la ritroviamo, vestita con uno splendente abito dorato, su una scalinata e poi abbracciata, con in mano un bicchiere, all'uomo misterioso. Il video si conclude con un'inquadratura di Marina al centro della sala, con dietro la scalinata.

## Accoglienza
Il singolo riceve già da subito il plauso dalla critica internazionale e dal pubblico. Lucas Villa di AXS dice che "la canzone rappresenta il ritorno della cantante con un pop stravagante presente nell'album di debutto, più musica electro-pop ispirato ai videogames degli anni '80".
Anche Hayden Manders di Refinery29 condivide il pensiero di Luca Villa, notando che in Froot "si trova uno stile musicale simile a The Family Jewels, con un ottimo gioco di parole nel testo, più una produzione decisamente ballabile proveniente da Electra Heart, e ciò l'avrebbe aiutata a liberarsi del suo cult status.
Il sito Spetteguless dà una buona recensione alla traccia, affermando solamente che "Froot fa tanto Eurovision di qualità. Perché Marina non ne sbaglia più una ormai".
John Walker di MTV afferma che Froot è "unica nel suo genere", dando quindi una recensione più che positiva.
DIY scrive sul proprio sito ufficiale che quello di Froot è un testo memorabile che ti attrae subito.
Alcuni inoltre hanno notato che lo stile della canzone si avvicina molto a quello di una Little Boots ai tempi di Hands e dei La Roux nel loro album di debutto.
Ryan Reed di Billboard assegna alla canzone un punteggio pari a 2.5 su 5, scrivendo che "le cose buone arrivano per chi sa aspettare, ma non sono in una fase di pazienza, canta Marina. La sottigliezza, l'acutezza, non sono l'obiettivo di Froot, una canzone dal suono fresco ma fornito di un testo pop stantio e urtante, in cui si trovano metafore sul sesso (Baby, sono grassoccia e matura)".
David Deady di MusicScene scrive sul suo blog che Marina con Froot ha lasciato l'acquolina in bocca ai suoi fans e che la cantante non evita mai di dipingere un buon quadro musicale per il suo pubblico.
Su Twitter, lo staff di KLX/KarmaloopTV scrive che "Froot" appare come una canzone con uno stile da "disco retro" e che la traccia è tutto quello di cui si aveva bisogno.
Il sito Fuse inserisce "Froot" tra le diciannove canzoni del 2014 da ascoltare. Per il sito "Popjustice" invece, Froot è il decimo miglior singolo dell'anno.

## Tracce
Download digitale/streaming
1. Froot – 5:31 (Marina Diamandis, David Kosten)

Vinile 7"
1. Froot – 5:31 (Marina Diamandis, David Kosten)
2. Happy – 4:03 (Marina Diamandis, David Kosten)

Durata totale: 9:34
Streaming (remix)
1. Froot (Oliver Nelson Remix) – 6:37
2. Froot (St. Lucia Remix) – 5:48
3. Froot (MARLENE Remix) – 4:12
4. Froot (MS MR Remix) – 4:02

## Date di pubblicazione
| Paese | Data             | Casa discografica   | Formati           |
| ----- | ---------------- | ------------------- | ----------------- |
| Mondo | 10 ottobre 2014  | Atlantic, Neon Gold | Streaming         |
| Mondo | 11 novembre 2014 | Atlantic, Neon Gold | Download digitale |

## Classifiche
Froot si colloca il 16 novembre 2014 alla 73ª posizione della UK Digital Top 100, con 2833 copie vendute dalla pubblicazione commerciale. Nel resto d'Europa, a livello digitale vende complessivamente 4071 copie.
| Classifiche digitali (2014)     | Posizione massima |
| ------------------------------- | ----------------- |
| US Billboard Trending 140       | 1                 |
| US Billboard Twitter Top Tracks | 15                |
| UK Top 100                      | 73                |
| European Singles Hot 200        | 132               |
| European Digital Hot 200        | 79                |
| Paesi Bassi                     | 76                |
| Svezia                          | 37                |
| Grecia                          | 45                |
| Irlanda                         | 34                |
| Norvegia                        | 68                |
| Polonia                         | 38                |
| Finlandia                       | 43                |
| Spagna                          | 64                |